# História da Igreja de Iorque
História da Igreja de Iorque (em inglês: History of the Church of York; em latim: Historia ecclesiae Eboracensi) é um texto em latim do século XII composto por Hugo, o Chantre. Descreve a história da Arquidiocese de Iorque entre 1066 e 1127, e é escrito quase na forma de uma série de biografias dos arcebispos durante aquele período, particularmente durante o episcopado de Turstano, de quem Hugo foi companheiro. Uma grande preocupação do texto é a reivindicação da independência e igualdade do Arcebispado de Iorque em relação ao Arcebispado da Cantuária.